# كسابة (إب)

تعديل مصدري - تعديل

كسابة هي إحدى قرى عزلة شعب يافع بمديرية إب التابعة لمحافظة إب، بلغ تعداد سكانها 317 نسمة حسب تعداد اليمن لعام 2004.